# Algernon Sidney
Algernon Sidney (Castello di Baynard, 14 o 15 gennaio 1623 – 7 dicembre 1683) è stato un politico e nobile inglese.

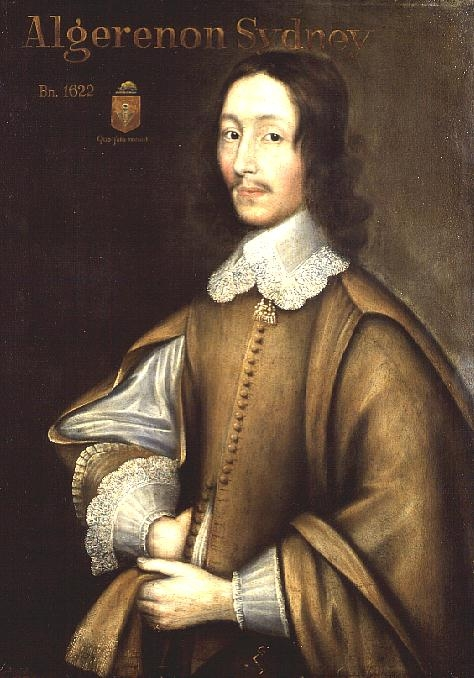
Ritratto di Algernon Sidney.

Teorico repubblicano, si oppose a Carlo II d'Inghilterra e rimase coinvolto in un complotto contro il re finendo giustiziato per tradimento.

## Biografia
Era figlio di Robert Sidney, II conte di Leicester e di Dorothy Percy e nacque nel castello di Baynard.
Dopo una spedizione in Irlanda, tornò in Inghilterra nel 1643.

## Guerra civile inglese

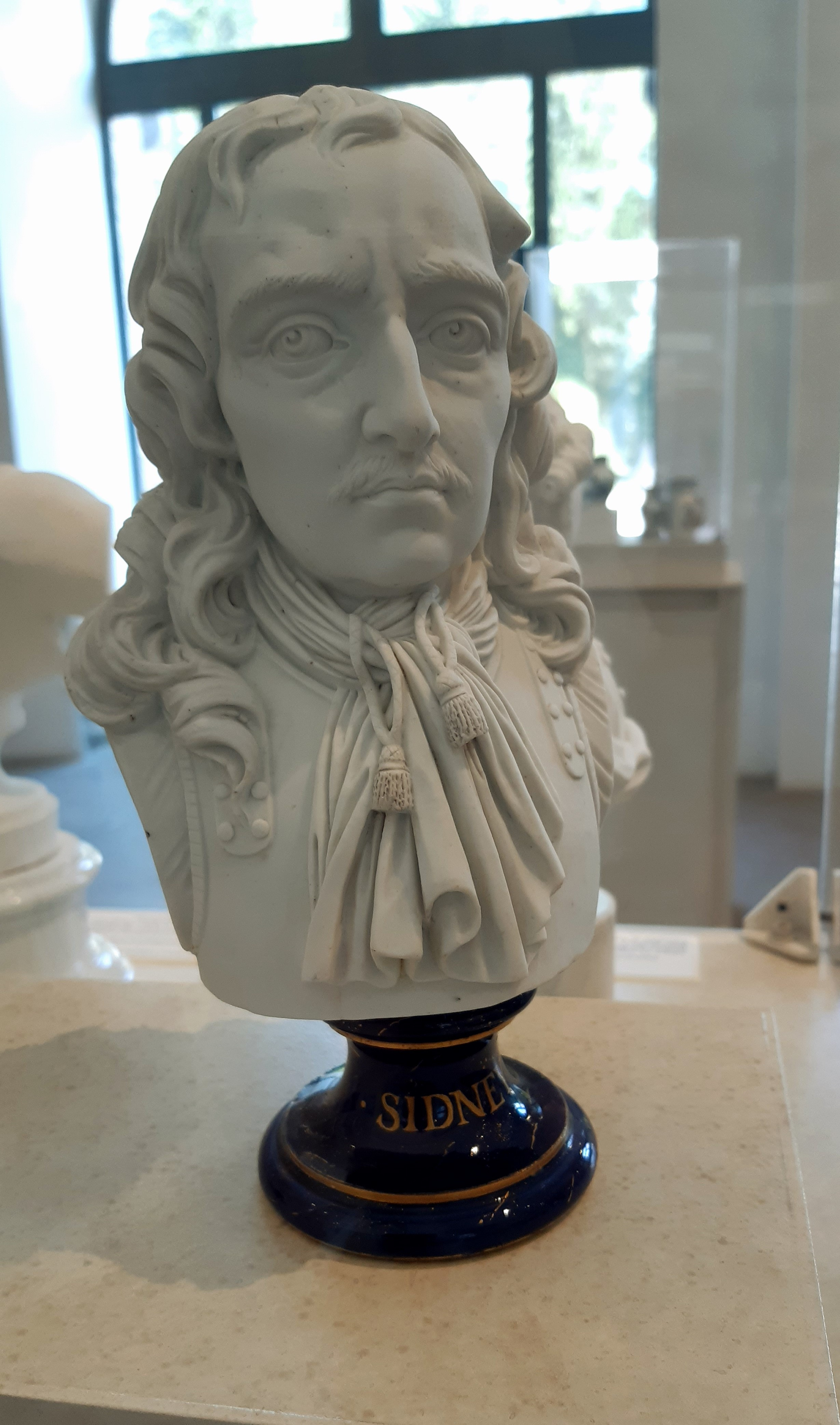
Busto di Algernon Sidney realizzato nel 1793, Museo della Rivoluzione francese.

Entrò a far parte dell'esercito dell'Eastern Association diventando Luogotenente Colonnello della cavalleria di Edward Montagu, II conte di Manchester. Combatté nella battaglia di Marston Moor nel 1644, dove un osservatore scrisse che "il colonnello Sidney andava alla carica con molta galanteria alla testa del reggimento di Lord Manchester e riportò molte ferite, veri simboli del suo onore".
Venne nominato colonnello del reggimento quando esso venne trasformato nel New Model Army, ma rinunciò alla nomina per motivi di salute.
Nel 1645 venne eletto al Long Parliament come membro del parlamento per Cardiff dove si oppose ad un compromesso col re Carlo I d'Inghilterra e nel 1648 fu contrario alla formazione da parte dei moderati del Rump Parliament. Nonostante fosse un commissario per il processo di Carlo I, Sidney si oppose anche alla decisione di averlo giustiziato a causa della discutibile legittimità e saggezza della decisione.
Tuttavia dal 1659 Sidney aveva cambiato la sua opinione dichiarando che "l'esecuzione del re era stata la decisione più giusta mai presa in Inghilterra".
Nel 1653 l'esercito di Cromwell entrò in parlamento per scioglierlo e venne introdotta dopo una proposta di legge che avrebbe reso libere le elezioni. Sidney rifiutò di lasciare la House fino a che non l'avessero rimesso fisicamente.
Egli considerò Cromwell un tiranno. Tuttavia Sidney sosteneva che la repubblica avrebbe perseguito gli interessi nazionali dell'Inghilterra.
Fu amante di Lucy Walter, poi favorita del principe del Galles Carlo.

## Ambasciatore baltico
Dopo la morte di Cromwell nel 1658, l'esercito abolì il Protettorato nel 1659 e riconvocò il Rump Parliament, con Sidney che prese posto nel Commons. Nel 1659–1660 fu parte della delegazione che trattò la pace tra Danimarca e Svezia.
Sidney abbandonò le norme diplomatiche convenzionali per imporre una pace favorevole all'Inghilterra consegnando di persona al re Carlo X di Svezia il trattato di pace già accettato dalla Danimarca minacciando un'azione militare. L'accordo venne firmato il 27 maggio 1660 da Danimarca, Svezia, Francia, Inghilterra e Paesi Bassi.

## Esilio
Sidney si trovava all'estero quando venne restaurata la monarchia nel 1660. Decise di rimanere in esilio a Roma in quanto la decisione di aver giustiziato il re era ormai impopolare. A Roma tra l'altro rischiò di rimanere assassinato due volte.
Nel 1666 Sidney andò a Parigi dove rimase fino al 1677. Lì propose al re Luigi XIV di Francia che avrebbe creato una rivolta in cambio di una somma di denaro.

## Contro la monarchia
Durante il 1665 Sidney scrisse Court Maxims in cui sosteneva di rovesciare la restaurazione della monarchia: "... come la morte è il più grande male che possa capitare a una persona, la monarchia è il male peggiore che può capitare ad una nazione ". La sua opera venne pubblicata solo nel 1996.

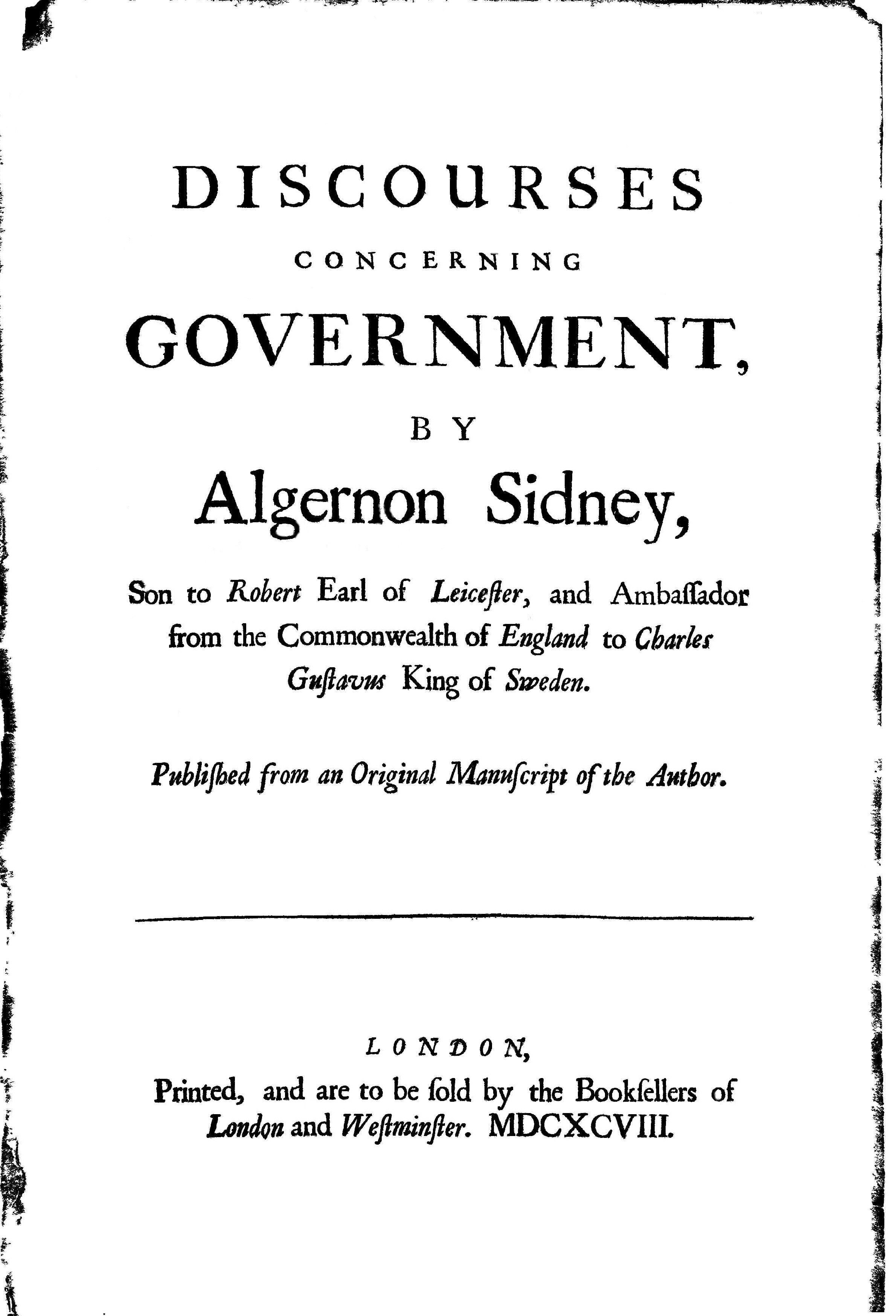
Sidney, Algernon: Discorsi in materia di governo, London 1698.

## Processo ed esecuzione
Una volta tornato in Inghilterra venne coinvolto in un complotto, chiamato Complotto di Rye House, per uccidere Carlo II e suo fratello Giacomo.
Il 25 giugno 1683 venne emesso un mandato di arresto per Sidney; le sue carte vennero sequestrate e ritenute prove certe della sua intenzione di sollevare il popolo contro il re. A sua discolpa egli affermò che era facile incolpare citando le sue parole fuori dal loro contesto.
Sidney venne ugualmente giudicato colpevole di tradimento e condannato a morte il 26 novembre. Non negò né affermò l'accusa di tradimento per il quale era stato condannato, ma sul patibolo dichiarò: "Viviamo in un'epoca che fa passare la verità per tradimento.".
Venne decapitato il 7 dicembre 1683 e le sue spoglie furono sepolte a Penshurst.

## Ascendenza
|                                         |                                           |                                   | Genitori                                   |  |  | Nonni |  |  | Bisnonni     |  |  | Trisnonni      |  |
|                                         |                                           |                                   |                                            |  |  |       |  |  | Henry Sidney |  |  | William Sidney |  |
|                                         |                                           |                                   |                                            |  |  |       |  |  | Henry Sidney |  |  | William Sidney |  |
|                                         |                                           | Anne Packenham                    |                                            |  |  |       |  |  | Henry Sidney |  |  |                |  |
| Robert Sidney, I conte di Leicester     |                                           |                                   |                                            |  |  |       |  |  | Henry Sidney |  |  |                |  |
|                                         |                                           | Mary Dudley                       | John Dudley, I duca di Northumberland      |  |  |       |  |  |              |  |  |                |  |
|                                         |                                           | Mary Dudley                       | John Dudley, I duca di Northumberland      |  |  |       |  |  |              |  |  |                |  |
|                                         |                                           | Mary Dudley                       | Jane Guildford                             |  |  |       |  |  |              |  |  |                |  |
| Robert Sidney, II conte di Leicester    |                                           | Mary Dudley                       |                                            |  |  |       |  |  |              |  |  |                |  |
|                                         |                                           | John Gamage                       | Robert Gamage                              |  |  |       |  |  |              |  |  |                |  |
|                                         |                                           | John Gamage                       | Robert Gamage                              |  |  |       |  |  |              |  |  |                |  |
|                                         |                                           | John Gamage                       | Jane Champernowne                          |  |  |       |  |  |              |  |  |                |  |
| Barbara Gamage                          |                                           | John Gamage                       |                                            |  |  |       |  |  |              |  |  |                |  |
|                                         |                                           | Gwenllian verch Thomas            | Thomas ap Jenkin ap Thomas ap Hywel Powell |  |  |       |  |  |              |  |  |                |  |
|                                         |                                           | Gwenllian verch Thomas            | Thomas ap Jenkin ap Thomas ap Hywel Powell |  |  |       |  |  |              |  |  |                |  |
|                                         |                                           | Gwenllian verch Thomas            | Catrin ferch Morgan ab Ieuan ap Morgan     |  |  |       |  |  |              |  |  |                |  |
| Algernon Sidney                         |                                           | Gwenllian verch Thomas            |                                            |  |  |       |  |  |              |  |  |                |  |
|                                         | Henry Percy, VIII conte di Northumberland | Thomas Percy                      |                                            |  |  |       |  |  |              |  |  |                |  |
|                                         | Henry Percy, VIII conte di Northumberland | Thomas Percy                      |                                            |  |  |       |  |  |              |  |  |                |  |
|                                         | Henry Percy, VIII conte di Northumberland | Eleanor Harbottle                 |                                            |  |  |       |  |  |              |  |  |                |  |
| Henry Percy, IX conte di Northumberland | Henry Percy, VIII conte di Northumberland |                                   |                                            |  |  |       |  |  |              |  |  |                |  |
|                                         |                                           | Catherine Neville                 | John Neville, IV barone Latimer            |  |  |       |  |  |              |  |  |                |  |
|                                         |                                           | Catherine Neville                 | John Neville, IV barone Latimer            |  |  |       |  |  |              |  |  |                |  |
|                                         |                                           | Catherine Neville                 | Lucy Somerset                              |  |  |       |  |  |              |  |  |                |  |
| Dorothy Percy                           |                                           | Catherine Neville                 |                                            |  |  |       |  |  |              |  |  |                |  |
|                                         |                                           | Walter Devereux, I conte di Essex | Richard Devereux                           |  |  |       |  |  |              |  |  |                |  |
|                                         |                                           | Walter Devereux, I conte di Essex | Richard Devereux                           |  |  |       |  |  |              |  |  |                |  |
|                                         |                                           | Walter Devereux, I conte di Essex | Dorothea Hastings                          |  |  |       |  |  |              |  |  |                |  |
| Dorothy Devereux                        |                                           | Walter Devereux, I conte di Essex |                                            |  |  |       |  |  |              |  |  |                |  |
|                                         |                                           | Lettice Knollys                   | Francis Knollys                            |  |  |       |  |  |              |  |  |                |  |
|                                         |                                           | Lettice Knollys                   | Francis Knollys                            |  |  |       |  |  |              |  |  |                |  |
|                                         |                                           | Lettice Knollys                   | Catherine Carey                            |  |  |       |  |  |              |  |  |                |  |
|                                         |                                           | Lettice Knollys                   |                                            |  |  |       |  |  |              |  |  |                |  |

## Opere
- Sidney, Algernon: Discorsi in materia di governo (Londra, 1698, e successive edizioni);
- Sidney, Algernon: Apologia nel giorno della sua morte ;
- Sidney, Algernon: L'amministrazione e l'opposizione. Rivolto ai cittadini di New-Hampshire (Concord, Jacob B. Moore, 1826, ASIN B000IUQ14Q)
- Sidney, Algernon: Algernon Sidneys Betrachtungen über Regierungsformen (Leipzig, Weygand, 1793: traduzione in tedesco di discorsi in materia di governo)
- Sidney, Algernon: Discorsi in materia di governo , ed. Thomas G. West (Indianapolis, 1996, ISBN 0-86597-142-0 )
- Sidney, Algernon: Court Maxims, Cambridge University Press, Cambridge Testi in serie nella storia del pensiero politico, 1996, ISBN 978-0-521-46175-7 )
- Sidney, Algernon: Discorsi sul governo. A cui si aggiunge un resoconto della vita dell'autore (codice legale, The Exchange, New York, ristampa 2002, ISBN 1-58477-209-3 )